# Verkiezingen voor het Europees Parlement 2014/Kandidatenlijst/Ecolo
Dit is de kandidatenlijst van het Belgische Ecolo voor de Europese verkiezingen van 2014. De verkozenen staan vetgedrukt.

## Franse Gemeenschap

### Effectieven
1. Philippe Lamberts
2. Saskia Bricmont
3. Christian Noiret
4. Sandra Jen
5. Pierre Scieur
6. Sabine Toussaint
7. Michel Bourlet
8. Thérèse Snoy

### Opvolgers
1. Caroline Saal
2. Hajib El Hajjaji
3. Catherine Marneffe
4. Bernard Convié
5. Anne Depuydt
6. Jean-Marie Constant

## Duitstalige Gemeenschap

### Effectieven
1. Erwin Schöpges

### Opvolgers
1. Monika Dethier-Neumann
2. Tom Rosenstein
3. Elvira Hostert-Heyen
4. Arnold François
5. Uli Deller
6. Marlene Bongartz-Kaut